# Lluís Lúcia i Lúcia
Lluís Lúcia i Lúcia (les Coves de Vinromà, Plana Alta, 17 d'octubre de 1888 - València, 6 de gener de 1943) fou un periodista i polític valencià. És pare del director de cinema Lluís Lúcia i Mingarro.

## Biografia
Fill d'una família aragonesa i camperola originària de Tronchón (província de Terol), estudià dret a la Universitat de València, on també hi fou cap de les Joventuts Carlines. Dirigí el setmanari El Guerrillero, i el 1911 formà part de la primera redacció del Diario de Valencia, òrgan oficial de la Comunió Tradicionalista al País Valencià. Quan el 1919 es produí l'escissió de Vázquez de Mella, abandonà el jaumisme, i s'aproximà als moviments polítics propers a la democràcia cristiana. Quan va caure la Dictadura de Miguel Primo de Rivera el 1930 fou un dels fundadors de la Dreta Regional Valenciana (DRV), del qual en fou dirigent i inspirador.
Fou diputat a corts per València a les eleccions de 1933 i 1936, amb José María Gil-Robles fou un dels dirigents de la CEDA i fou ministre de Comunicacions als governs presidits per Alejandro Lerroux i Joaquín Chapaprieta el 1935.
En esclatar la guerra civil espanyola, a diferència d'altres membres de la CEDA i de la DRV, es va mantenir fidel a la Segona República Espanyola, cosa que no impedí que fos perseguit. Detingut prop de Terol, el 1937, la comissió de suplicatoris de les Corts denegà el seu suplicatori, però la Diputació Permanent l'acabà concedint. En acabar el conflicte les autoritats franquistes el condemnaren a mort, mercès a la defensa de la lleialtat al règim que efectuà davant la comissió de suplicatoris de les Corts. Tanmateix, per pressions de l'Arquebisbe de València, li fou commutada per la deportació a les Illes Balears. Fou perdonat el 1943 i va morir poc després de tornar a València.

## Obres
- Problemas regionales. Valencia ante la guerra (1917)
- En estas horas de transición (1930)
- Salterio de mis horas (1953)